# Jangoda (Agapa)
Die Jangoda (russisch Янгода, alternativ Dschangoda russisch Джангода) ist ein 257 km langer rechter Nebenfluss der Agapa im Taimyrski Dolgano-Nenezki rajon in der russischen Region Krasnojarsk in Nordsibirien.

## Verlauf
Die Jangoda hat ihren Ursprung 150 km nordnordwestlich der Stadt Norilsk in einem etwa 66 m hoch gelegenen kleinen See, der auf einer Seenplatte im Nordsibirischen Tiefland liegt. Die Jangoda fließt anfangs nach Osten. Dabei nimmt sie die Nebenflüsse Deptorama von links und Dijamut von rechts auf. Bei Flusskilometer 144 trifft die Syruta-Bigaj von Osten kommend auf die Jangoda. Diese wendet sich nun nach Norden. Ihr fließen die beiden Flüsse Sjuda-Bigaj und Muledesselyr von rechts zu. Anschließend wendet sie sich ein Stück in Richtung Westnordwest, bevor sie erneut Kurs nach Norden nimmt. Bei Flusskilometer 79 mündet der Buro, der größte Nebenfluss, linksseitig in die Jangoda. Im Unterlauf trifft noch die Tunara ebenfalls von links auf die Jangoda. Diese erreicht schließlich die Agapa, etwa 14 Kilometer oberhalb deren Mündung in die Pjassina.

## Hydrologie
Die Jangoda entwässert ein etwa 6610 km² großes Gebiet. Sie wird wie alle anderen Flüsse in der Region hauptsächlich von der Schneeschmelze gespeist und ist zwischen Oktober und Anfang Juni von einer Eisschicht gedeckt.